# Liste der portugiesischen Botschafter in Thailand

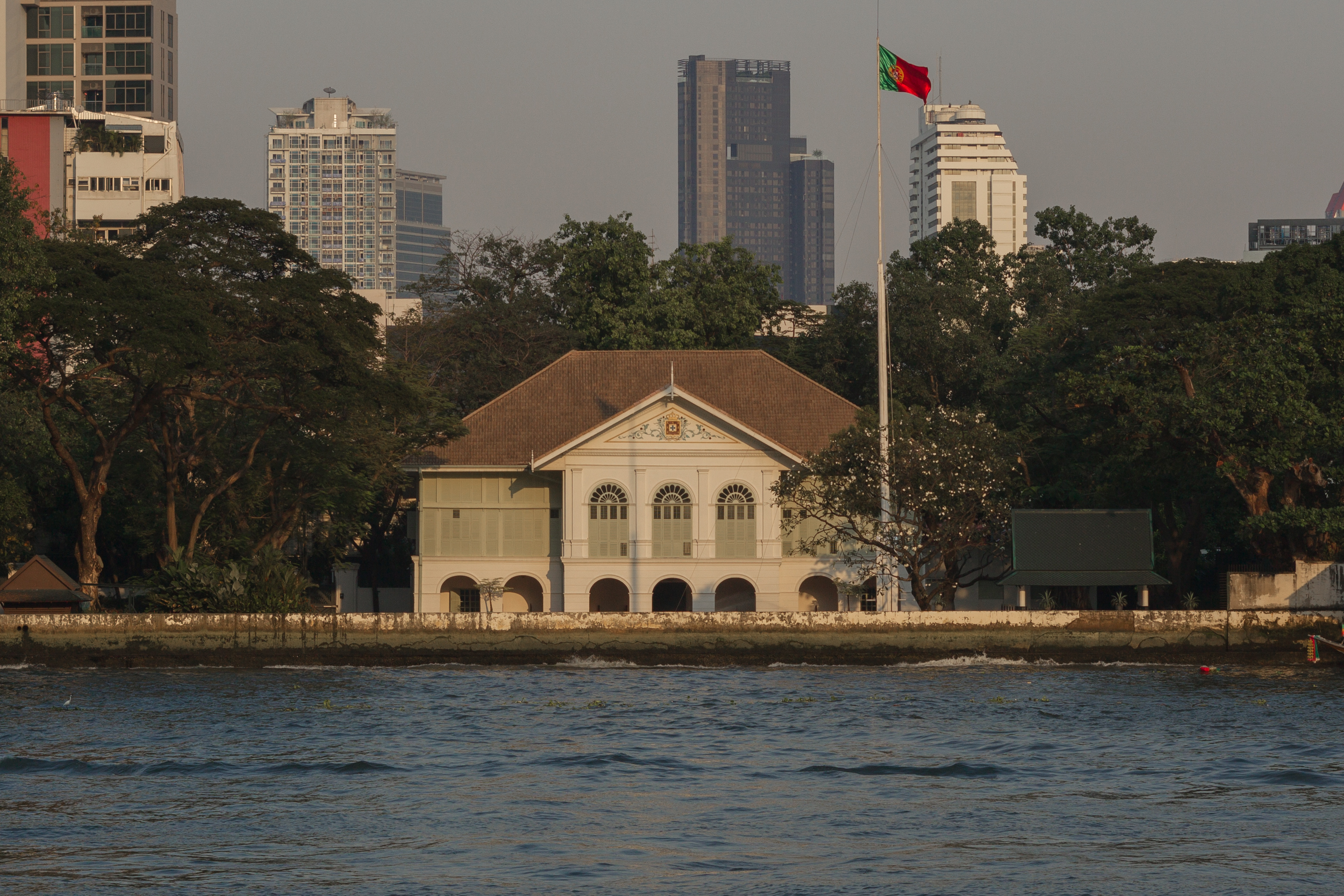
Die Botschaft Portugals in Bangkok, 1862 zunächst als portugiesische Legation eröffnet

Die Liste der portugiesischen Botschafter in Thailand listet die Botschafter der Republik Portugal in Thailand auf. Die Länder unterhalten seit 1862 erneuerte diplomatische Beziehungen, die auf die Ankunft der Portugiesischen Entdeckungsreisenden in der Region Anfang des 16. Jahrhunderts zurückgehen. Afonso de Albuquerque, Gouverneur von Portugiesisch-Indien, entsandte 1511 erstmals einen Botschafter in das Königreich Siam, das heutige Thailand.
Portugal unterhält seit 1862 seine Botschaft in der thailändischen Hauptstadt Bangkok. Dazu besteht ein portugiesisches Honorarkonsulat in Chiang Mai.

## Missionschefs
| Name                                                 | Bild     | Amtszeit                               | Anmerkungen                                                                                  |
| Thailand                                             | Thailand | Thailand                               | Thailand                                                                                     |
| ---------------------------------------------------- | -------- | -------------------------------------- | -------------------------------------------------------------------------------------------- |
| Visconde da Praia Grande                             |          | 3. Dezember 1862 –22. April 1863       | Ministro Plenipotenciário, 1862 akkreditiert                                                 |
| José Rodrigues Coelho do Amaral                      |          | 22. April 1863 –14. August 1866        | Ministro Plenipotenciário, 1863 akkreditiert                                                 |
| José Maria da Ponte e Horta                          |          | 14. August 1866 –3. Juni 1868          | Ministro Plenipotenciário, am 14. Dezember 1867 akkreditiert                                 |
| António Sérgio de Sousa                              |          | 3. Juni 1868 –27. Januar 1872          | Ministro Plenipotenciário, 1868 akkreditiert                                                 |
| Visconde de S. Januário                              |          | 18. Januar 1872 –16. September 1875    | Ministro Plenipotenciário, 1872 akkreditiert                                                 |
| José Maria Lobo D’Avila                              |          | 16. September 1875 –27. September 1876 | Ministro Plenipotenciário, 1875 akkreditiert                                                 |
| Visconde do Paço D’Arcos                             |          | 26. September 1876 –25. September 1879 | Ministro Plenipotenciário, 1876 akkreditiert                                                 |
| Joaquim José da Graça                                |          | 25. September 1879 –8. März 1883       | Ministro Plenipotenciário, 1879 akkreditiert                                                 |
| Tomaz de Sousa Rosa                                  |          | 8. März 1883 –10. Dezember 1885        | Ministro Plenipotenciário mit Amtssitz Peking, am 10. Dezember 1885 in Bangkok akkreditiert  |
| Firmino José da Costa                                |          | 25. Juli 1886 –15. Februar 1888        | Ministro Plenipotenciário, 1886 akkreditiert                                                 |
| Custódio Miguel Borja                                |          | –16. April 1893                        | Ministro Plenipotenciário, am 14. April 1893 akkreditiert                                    |
| Eduardo Augusto Rodrigues Galhardo                   |          | 11. März 1897 –21. April 1900          | Ministro Plenipotenciário, am 12. Mai 1897 akkreditiert                                      |
| José de Azevedo Castello-Branco                      |          | 10. August 1903 –19. November 1904     | Ministro Plenipotenciário mit Amtssitz Peking, am 20. Oktober 1903 in Bangkok akkreditiert   |
| Vasco Vieira Garin                                   |          | 16. Januar 1952 –18. Februar 1952      | Ministro Plenipotenciário mit Amtssitz Neu-Delhi, am 16. Januar 1952 in Bangkok akkreditiert |
| Fernando de Magalhães Cruz                           |          | 15. Februar 1952–25. November 1953     | Geschäftsträger                                                                              |
| José dos Santos da Silva Taveira                     |          | 25. November 1953 –1. Mai 1955         | Übergangs-Geschäftsträger                                                                    |
| Fernando Delfim Maria Lopes Vieira                   |          | 1. Mai 1955 –10. Juli 1956             | Kommissarischer Übergangs-Geschäftsträger                                                    |
| Albertino dos Santos Matias                          |          | 13. März 1956 –21. Juni 1958           | Übergangs-Geschäftsträger, am 1. September 1956 akkreditiert                                 |
| António Paulo Passos de Gouveia                      |          | 21. Juni 1958 –16. April 1961          | Kommissarischer Übergangs-Geschäftsträger                                                    |
| Francisco António Borges Grainha do Vale             |          | 19. April 1960 –9. April 1961          | Übergangs-Geschäftsträger                                                                    |
| Inácio José D'Araújo Rebello de Andrade              |          | 9. April 1961 –7. Dezember 1962        | Übergangs-Geschäftsträger                                                                    |
| Sebastião Maria de Almeida Santos de Castello-Branco |          | 8. Dezember 1962 –5. August 1965       | Übergangs-Geschäftsträger                                                                    |
| Salvador Augusto de Souza Sampayo Garrido            |          | ab 27. November 1964                   | Botschafter, 1964 akkreditiert                                                               |
| Rui Gonçalo Chaves de Brito e Cunha                  |          | 5. August 1965 –23. August 1965        | Geschäftsträger, blieb bis zum 14. Mai 1966 in der Botschaft tätig                           |
| Helder de Mendonça e Cunha                           |          | 21. März 1966 –31. Oktober 1970        | Botschafter, am 14. Mai 1966 akkreditiert                                                    |
| Manuel Sá Nogueira                                   |          | –9. Februar 1971                       | Botschafter, am 3. Dezember 1970 akkreditiert, blieb bis 20. September 1976 in der Botschaft |
| Joaquim Renato Corrêa Pinto Soares                   |          | 19. Juli 1976 –10. August 1981         | Botschafter, am 24. September 1976 akkreditiert                                              |
| José Eduardo de Mello Gouveia                        |          | 8. August 1981 –8. Juni 1988           | Botschafter, am 13. August 1981 akkreditiert                                                 |
| Sebastião Maria de Almeida Santos Castello-Branco    |          | 23. April 1988 –18. April 1995         | Botschafter, am 8. Juni 1988 akkreditiert                                                    |
| Gabriel Maria da Costa Mesquita de Brito             |          | 31. Juli 1995 –25. April 1999          | Botschafter, am 31. August 1995 akkreditiert                                                 |
| José Tadeu da Costa Sousa Soares                     |          | 25. Februar 1999 –27. August 2002      | Botschafter, am 26. April 1999 akkreditiert                                                  |
| João António da Silveira de Lima Pimentel            |          | 17. Oktober 2002 –19. November 2006    | Botschafter                                                                                  |
| António Félix Machado de Faria e Maya                |          | 22. November 2006 –16. Oktober 2010    | Botschafter                                                                                  |
| Jorge Ryder Torres Pereira                           |          | 21. Dezember 2010 –4. April 2013       | Botschafter                                                                                  |
| Luís Manuel Barreira de Sousa                        |          | 6. April 2013 –9. April 2015           | Botschafter                                                                                  |
| Francisco de Assis Morais e Cunha Vaz Patto          |          | seit 31. Oktober 2015                  | Botschafter, am 18. August 2016 akkreditiert                                                 |